# Ruta Nacional A001 (Argentina)
La Ruta Nacional A001 es una ruta ubicada en el Gran Buenos Aires, Argentina que se compone de tres autopistas disjuntas sin peaje: La Avenida General Paz (marcado en rojo en el mapa adjunto), el Acceso Sudeste, ubicado entre la localidad de Sarandí en el Partido de Avellaneda y el Triángulo de Bernal en el Partido de Quilmes (marcado en morado), y el Puente Nicolás Avellaneda (marcado en verde).

## Avenida General Paz
La Avenida General Paz corresponde a la autopista de circunvalación de la Ciudad de Buenos Aires, entre el Riachuelo y la Avenida Lugones, en las cercanías del Río de la Plata. Su nombre homenajea al cordobés José María Paz y corresponde a los kilómetros 0 a 24,3 de esta ruta.
Junto con el Riachuelo y el Arroyo Raggio en sus secciones al aire libre y entubado, forma el límite entre la ciudad capital de la República Argentina y la Provincia de Buenos Aires.